# Campionato europeo di arrampicata 2013
Il Campionato europeo di arrampicata 2013 si è tenuto il 12 e 13 luglio a Chamonix, in Francia, per le specialità lead e velocità e il 31 agosto e 1º settembre a Eindhoven, nei Paesi Bassi per la specialità boulder.
Il campionato non si è disputato nel 2012 come avrebbe dovuto perché il 21 novembre 2009 durante un meeting organizzativo a Barcellona la IFSC ha deciso di spostare il Campionato del mondo dagli anni dispari a quelli pari a partire dall'edizione 2012, portando di conseguenza il Campionato europeo agli anni dispari. Questa decisione è stata presa per evitare che i Giochi mondiali e i Campionati del mondo avvenissero nello stesso anno, facilitando così sia la federazione che gli atleti.

## Specialità lead

### Uomini

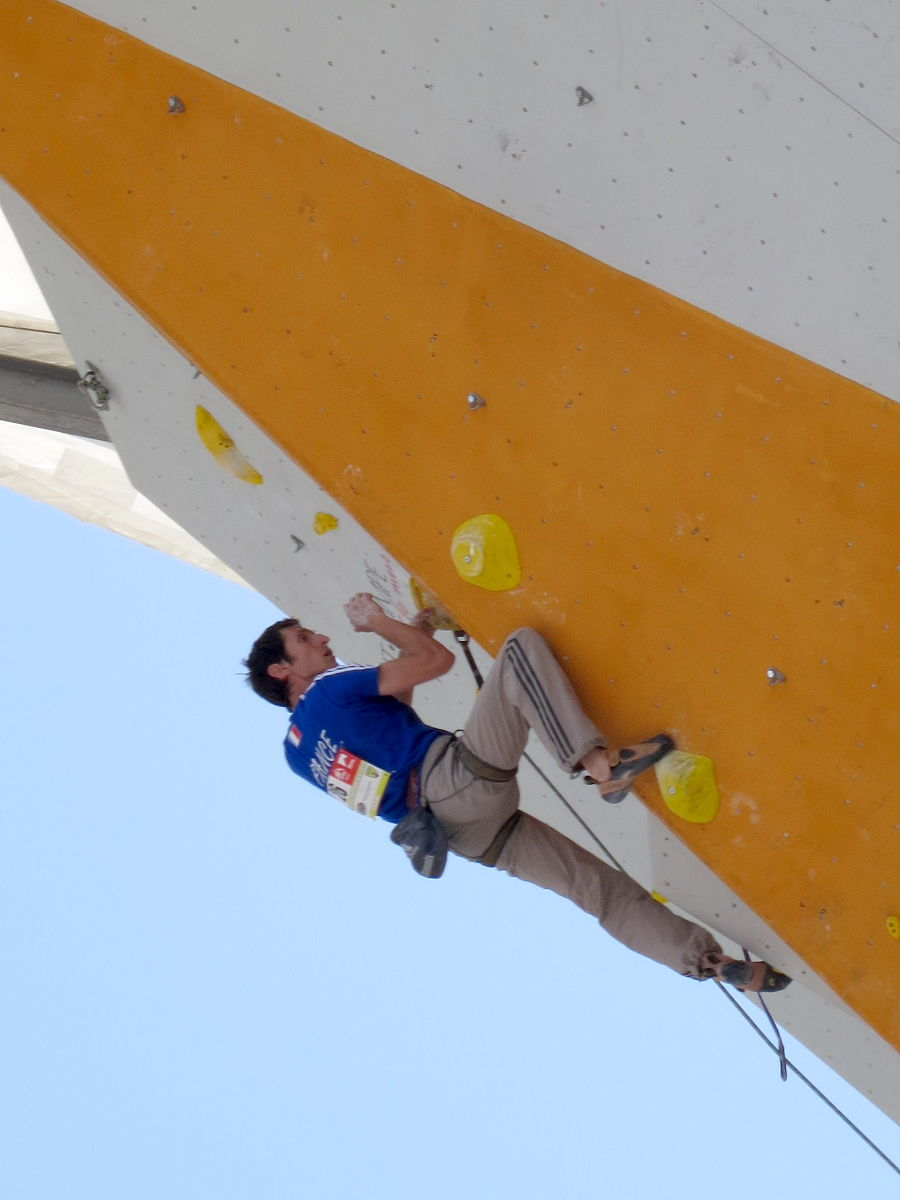
Romain Desgranges, vincitore della prova lead, impegnato nella semifinale

| Pos. | Atleta                   | Paese       |
| ---- | ------------------------ | ----------- |
|      | Romain Desgranges        | Francia     |
|      | Ramón Julián Puigblanque | Spagna      |
|      | Jorg Verhoeven           | Paesi Bassi |
| 4    | Manuel Romain            | Francia     |
| 5    | Dmitrij Fakir'janov      | Russia      |
| 6    | Magnus Midtboe           | Norvegia    |
| 7    | Jakob Schubert           | Austria     |
| 8    | Cédric Lachat            | Svizzera    |
| 9    | Michail Černikov         | Russia      |
| 10   | Gautier Supper           | Francia     |

### Donne

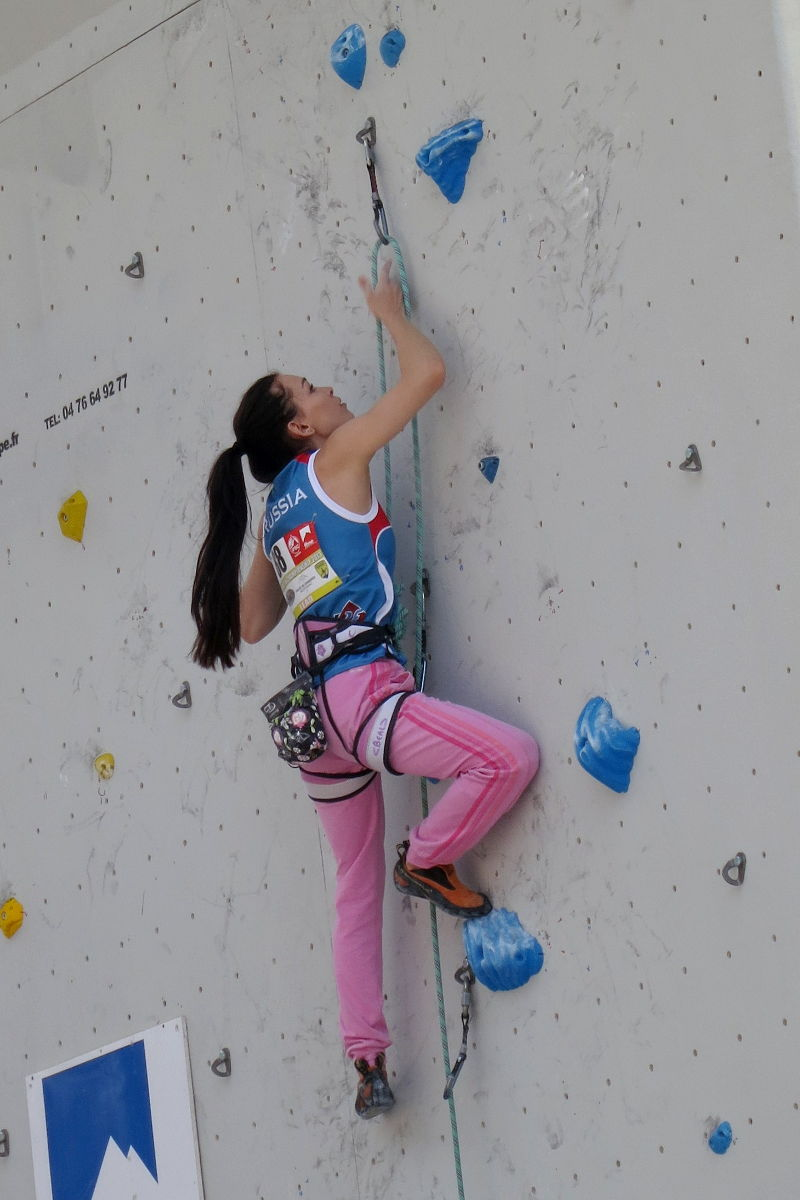
Dinara Fakhritdinova, vincitrice della prova lead, impegnata nella semifinale

| Pos. | Atleta               | Paese       |
| ---- | -------------------- | ----------- |
|      | Dinara Fachritdinova | Russia      |
|      | Mina Markovič        | Slovenia    |
|      | Hélène Janicot       | Francia     |
| 4    | Maja Vidmar          | Slovenia    |
| 5    | Charlotte Durif      | Francia     |
| 6    | Mathilde Brumagne    | Belgio      |
| 7    | Magdalena Röck       | Austria     |
| 8    | Evgenija Malamid     | Russia      |
| 9    | Katharina Posch      | Austria     |
| 10   | Nikki van Bergen     | Paesi Bassi |

## Specialità boulder

### Uomini
| Pos. | Atleta                   | Paese       |
| ---- | ------------------------ | ----------- |
|      | Kilian Fischhuber        | Austria     |
|      | Dmitrij Šarafutdinov     | Russia      |
|      | Jakob Schubert           | Austria     |
| 4    | Stefan Danker            | Germania    |
| 5    | Michael Piccolruaz       | Italia      |
| 6    | Guillaume Glairon Mondet | Francia     |
| 7    | Rustam Gel'manov         | Russia      |
| 8    | Jorg Verhoeven           | Paesi Bassi |
| 9    | Remo Sommer              | Svizzera    |
| 10   | Mychajlo Šalahin         | Ucraina     |

### Donne
| Pos. | Atleta               | Paese       |
| ---- | -------------------- | ----------- |
|      | Anna Stöhr           | Austria     |
|      | Mina Markovič        | Slovenia    |
|      | Mélanie Sandoz       | Francia     |
| 4    | Monika Retschy       | Germania    |
| 5    | Anna Galljamova      | Russia      |
| 6    | Ekaterina Andreeva   | Russia      |
| 7    | Shauna Coxsey        | Regno Unito |
| 8    | Therese Johansen     | Norvegia    |
| 9    | Ol'ha Šalahina       | Ucraina     |
| 10   | Cécile Avezou        | Francia     |
| 10   | Dinara Fachritdinova | Russia      |
| 10   | Melissa Le Neve      | Francia     |
| 10   | Katharina Saurwein   | Austria     |
| 10   | Tat'jana Šemulinkina | Russia      |

## Specialità speed

### Uomini
| Pos. | Atleta                | Paese     |
| ---- | --------------------- | --------- |
|      | Libor Hroza           | Rep. Ceca |
|      | Marcin Dzieński       | Polonia   |
|      | Daniïl Boldyrjev      | Ucraina   |
| 4    | Jaroslav Hontaryk     | Ucraina   |
| 5    | Leonardo Gontero      | Italia    |
| 6    | Evgenij Vajcechovskij | Russia    |
| 7    | Arsenij Ševčenko      | Russia    |
| 8    | Ruslan Fajzullin      | Russia    |
| 9    | Jędrzej Komosiński    | Polonia   |
| 10   | Nikita Sujuškin       | Russia    |

### Donne
| Pos. | Atleta               | Paese   |
| ---- | -------------------- | ------- |
|      | Anna Cyganova        | Russia  |
|      | Aleksandra Rudzińska | Polonia |
|      | Julija Levočkina     | Russia  |
| 4    | Julija Kaplina       | Russia  |
| 5    | Ksenija Polechina    | Russia  |
| 6    | Alina Gajdamakina    | Russia  |
| 7    | Marija Krasavina     | Russia  |
| 8    | Anouck Jaubert       | Francia |
| 9    | Klaudia Buczek       | Polonia |
| 10   | Patrycja Chudziak    | Polonia |